# پنتاکس کی-۳۰
پنتاکس کی-۳۰ (به انگلیسی: Pentax K-30) یک دوربین عکاسی ساخت شرکت پنتاکس است.